# Jesús Adrián Escudero
Jesús Adrián Escudero (* 1964 in Hamburg) ist ein spanischer Philosoph und Professor für Philosophie der Gegenwart an der Autonomen Universität Barcelona.

## Veröffentlichungen (auf Deutsch)
- 2015: Heidegger und die Frage nach dem Anderen. Heidegger Studien, S. 30. ISSN 0885-4580.
- 2015: Sein und Zeit. Ein Kommentar im Horizont der frühen Freiburger und Marburger Vorlesungen. Berlin: Duncker&Humblot.
- 2013: Sein und Zeit und die Tradition der Selbstsorge. Heidegger Studien, 29, S. 192–210. ISSN 0885-4580.
- 2010: Heideggers Phänomenologie der Stimmungen. Heidegger Studien, 26, S. 83–95. ISSN 0885-4580.